# Grigia Molisana
Grigia Molisana là một giống bản địa của dê nội địa xám từ Molise ở miền nam nước Ý. Giống này được phát triển trong cộng đồng của các vùng Acquaviva Collecroci, Castelmauro, Montefalcone nel Sannio, Montemitro và San Felice del Molise; tất cả đều nằm trong tỉnh Campobasso, và giống này cũng có thể được gọi là Capra di Campobasso. Mật độ cao nhất là ở Montefalcone, từ đó tên Capra di Montefalcone được đặt theo. Nguồn gốc của giống không được biết đến; các nghiên cứu được tiến hành vào những năm 1980 cho thấy giống này có ảnh hưởng từ các giống dê Alpino Comune, Garganica và Maltese.
Grigia Molisana là một trong bốn mươi ba giống dê dê Ý phân bố hạn chế mà một cuốn sách gia phả được lưu giữ bởi Associazione Nazionale della Pastorizia, hiệp hội chăn nuôi cừu và dê quốc gia Ý. Vào cuối năm 2013, số cá thể đăng ký là 443, tất cả đều thuộc tỉnh Campobasso.

## Ứng dụng
Sản lượng sữa của Grigia Molisana là 300–320 lít trong 150 ngày. Sữa có 4,1% chất béo, 3,0% protein và 4,8% lactose Nó được sử dụng để làm pho mát Caprino di Montefalcone del Sannio sữa dê, được liệt kê trong Ark of Taste, và Formaggio di Pietracatella và Pecorino di Capracotta, có trạng thái PAT.
Dê non nặng 3 kg lúc sinh và trung bình 11–12 kg sau 60 ngày. Misischia, một loại salume của thịt dê phơi khô, cũng được sản xuất.